# Argathona confine
Argathona confine är en kräftdjursart som beskrevs av Hale 1925. Argathona confine ingår i släktet Argathona och familjen Corallanidae. Inga underarter finns listade i Catalogue of Life.